# Slættaratindur
Slættaratindur er et 880 meter højt bjerg på den nordlige del af Eysturoy, som er Færøernes højeste. Ved foden ligger den lille bygd Funningur.
Slættaratindur betyder flad bjergtinde og er en rest af det gamle plateau mellem Skotland og Grønland, hvoraf Færøerne udgør én del.[kilde mangler] Sådanne flade tinder findes overalt på øerne. Der er tale om såkaldte taffelbjerge.
Vandringen til toppen er stejl men ikke vanskelig. Man kan almindeligvis deltage i organiserede gruppeture, som har passet mellem Eiði og Funningur som udgangspunkt. Det er også muligt at bestige bjerget fra nordøst fra passet mellem Funningur og Gjógv, og som også går via Færøernes næsthøjeste bjerg, Gráfelli. Fra bjergtoppen har man en enestående udsigt over hele Færøerne (når vejret tillader det). 
Ifølge Guinness Rekordbog kan man fra Slættaratindur skue helt til Islands største gletsjer Vatnajökull. Afstanden er 550 km, hvilket gør det til verdens længste synsvidde. Ifølge bogen skyldes det "owing to the light bending effects of atmospheric refraction, Vatnajökull (2119 m), Iceland, can sometimes be seen from the Faroe Islands, 340 miles (550km) away". Dette baseres muligvis på påstande som en britisk sømand gjorde i 1939 under den britiske okkupering af Færøerne om at kunne se Vatnajökull. Dette er dog siden blevet analyseret og afvist både matematisk og atmosfærisk af J.C. Ferranti.
På årets længste dag den 21. juni er det en fast færøsk tradition at gå op på Slættaratindur for at se solen gå ned og komme op igen. Som regel kommer folk fra hele landet. 